# Fundació Pere Casaldàliga
La Fundació Pere Casaldàliga és una fundació sense ànim de lucre creada el 14 de febrer de 2021 a fi de donar a conèixer la vida, l'obra i les causes que liderà el religiós catòlic català Pere Casaldàliga i Pla al Brasil i a Catalunya.

## Història
L'Associació Araguaia i la família de Casaldàliga impulsaren la creació d'aquesta fundació a través d'un patronat on participen també amistats i persones properes a la figura del bisbe. La fundació assumeix el compromís de difondre la labor realitzada pel religiós, tant a Catalunya com a Mato Groso, a través de projectes editorials, culturals, educatius i de sensibilització, i donar suport a projectes de cooperació internacional per a la promoció de la justícia social i la pau un dels principis fonamentals que guià la seva labor. Paral·lelament al seu treball com a missioner, va deixar una obra literària de més de cinquanta publicacions, poesia, prosa i dietaris, en diverses llengües.
La fundació també té per objectiu donar a conèixer la casa on Casaldàliga va viure a São Félix do Araguaia, així com l'arxiu de la prelatura de més de 250.000 documents i imatges, testimonis d'una època important a l'Amèrica Llatina i a l'Església catòlica durant les cinc dècades de la seva missió claretiana.
El 8 de gener de 2023, la Fundació va condemnar l'ocupació, per part de seguidors de Jair Bolsonaro, del Congrés Nacional brasiler, la residència presidencial i el Tribunal Suprem del Brasil.
Amb el seu suport i el de l'Associació Araguaia es va editar del 2014 al 2023, a través de 10 números oberts gratuïts, la revista PERIFÈRIA. Cristianisme, Postmodernitat, Globalització. Va ser una revista de reflexió d'àmbit mundial al voltant del cristianisme i sobre els temes crucials del nostre temps en el context de la globalització i la postmodernitat. Estava dirigida per Jordi Corominas Escudé i Joan Albert Vicens Folgueira.